# Анна София фон Анхалт
Анна София фон Анхалт (на немски: Anna Sophia von Anhalt) от род Аскани е принцеса от Анхалт и чрез женитба графиня на Шварцбург-Рудолщат.

## Биография
Родена е на 15 юни 1584 година в Десау. Тя е дъщеря на княз Йоахим Ернст фон Анхалт (1536 – 1586) и втората му съпруга Елеонора фон Вюртемберг (1552 – 1618), дъщеря на херцог Христоф фон Вюртемберг. Тя е сестра на княз Лудвиг I фон Анхалт-Кьотен, съоснователят на литературното общество Fruchtbringenden Gesellschaft.
Анна София се омъжва на 13 юни 1613 г. в Рудолщат за Карл Гюнтер фон Шварцбург-Рудолщат (1576 – 1630), граф на Шварцбург-Рудолщат. Бракът е бездетен.
През 1619 г. тя основава по пример на брат си Лудвиг I в дворец Рудолщат „почтено общество“, достъпно само за жени. След смъртта на нейния съпруг през 1630 г. тя измества резиденцията си в Кранихфелд. Тя помага на училищата и църквите.
Умира на 9 юни 1652 година в Оберкранихфелд на 67-годишна възраст.